# جاك ويسنر
جاك ويسنر (بالإنجليزية: Jack Wisner)‏ هو لاعب كرة قاعدة أمريكي، ولد في 5 نوفمبر 1899 في غراند رابيدز في الولايات المتحدة، وتوفي في 15 ديسمبر 1981 في جاكسون في الولايات المتحدة.

## وصلات خارجية
- جاك ويسنر على موقعبيزبول رفرنس.كوم (الدوري الرئيسي) (الإنجليزية)
- جاك ويسنر على موقعبيزبول رفرنس.كوم (الدوري الثانوي) (الإنجليزية)